# Masacre de Binghamton
La masacre de Binghamton de 2009, o el tiroteo del 3 de abril de 2009, fue una masacre ocurrida en un edificio que presta servicios a inmigrantes en la localidad de Binghamton en el estado de Nueva York, a 150 millas (240 km) al noroeste de la Ciudad de Nueva York, muriendo 13 personas y se pensaba que había 40 rehenes, según medios locales. Trece personas fueron confirmadas como muertas, veinteseis heridas, y cuarenta y una tomadas como rehenes. Cuatro fueron sacadas del edificio de la American Civil Association en camillas y trasladadas a hospitales. Un equipo de la policía con armamento y tácticas especializadas estaba en el lugar de los hechos y el tirador aún estaba dentro, dijo el periódico citando a miembros de la fuerza. Las imágenes de televisión mostraron a agentes armados con rifles, algunos también con escudos, desplegados alrededor del edificio.

## Sitio
El incidente tuvo lugar el viernes 3 de abril por la mañana. La policía fue desplegada en el edificio y cerró la Preparatoria Bingmton y varias calles aledañas. Se dijo que el pistolero puso como barricada en la puerta trasera del edificio su coche antes de entrar por la puerta delantera y disparar. Varias personas fueron tomadas como rehenes y una decena fue puestas en libertad aproximadamente al mediodía, y otros diez salieron alrededor de cuarenta minutos más tarde. Algunos de los rehenes escaparon hacia un subterráneo, mientras que más de una docena permanecían escondidas en un closet. El alcalde de Binghamton, Matthew Ryan, dijo que el pistolero estaba en posesión de un rifle de alto poder. Se dijo que un recepcionista recibió un disparo en la sien.

## Sospechoso
El sospechoso era un varón asiático de alrededor de 20 años., de aproximadamente entre cinco coma ocho pies y seis pies de altura.